# Toñito
Antonio Jesús García González, surnommé Toñito, est un footballeur espagnol né le 24 février 1977 à Tenerife. Il évolue au poste de milieu offensif.

## Biographie
Formé au CD Tenerife, Toñito joue principalement en faveur du Vitória Setubal et du Sporting Portugal.
Au total, il dispute un total de 207 matchs en 1re division portugaise, inscrivant 24 buts dans ce championnat. Il joue également 5 matchs en Ligue des champions avec le Sporting.

## Palmarès
- Champion du Portugal en 2000 avec le Sporting Portugal
- Vainqueur de la Supercoupe du Portugal en 2002 avec le Sporting Portugal